# Moribaetis salvini
Moribaetis salvini is een haft uit de familie Baetidae. De wetenschappelijke naam van de soort is voor het eerst geldig gepubliceerd in 1885 door Eaton.
De soort komt voor in het Neotropisch gebied.